# Araneus lineatipes
Araneus lineatipes là một loài nhện trong họ Araneidae.
Loài này thuộc chi Araneus. Araneus lineatipes được Octavius Pickard-Cambridge miêu tả năm 1889.